# Kołek (chordofony)
Kołek – część konstrukcyjna instrumentów strunowych służąca do regulowania wysokości dźwięków wydawanych przez strunę, poprzez zwiększanie lub zmniejszanie jej napięcia. Kołek ma formę wąskiego, lekko stożkowego walca zwieńczonego uchwytem umożliwiającym obracanie go wokół osi palcami (np. w skrzypcach i lutni) lub za pomocą specjalnego klucza (np. w harfie, klawikordzie i fortepianie).

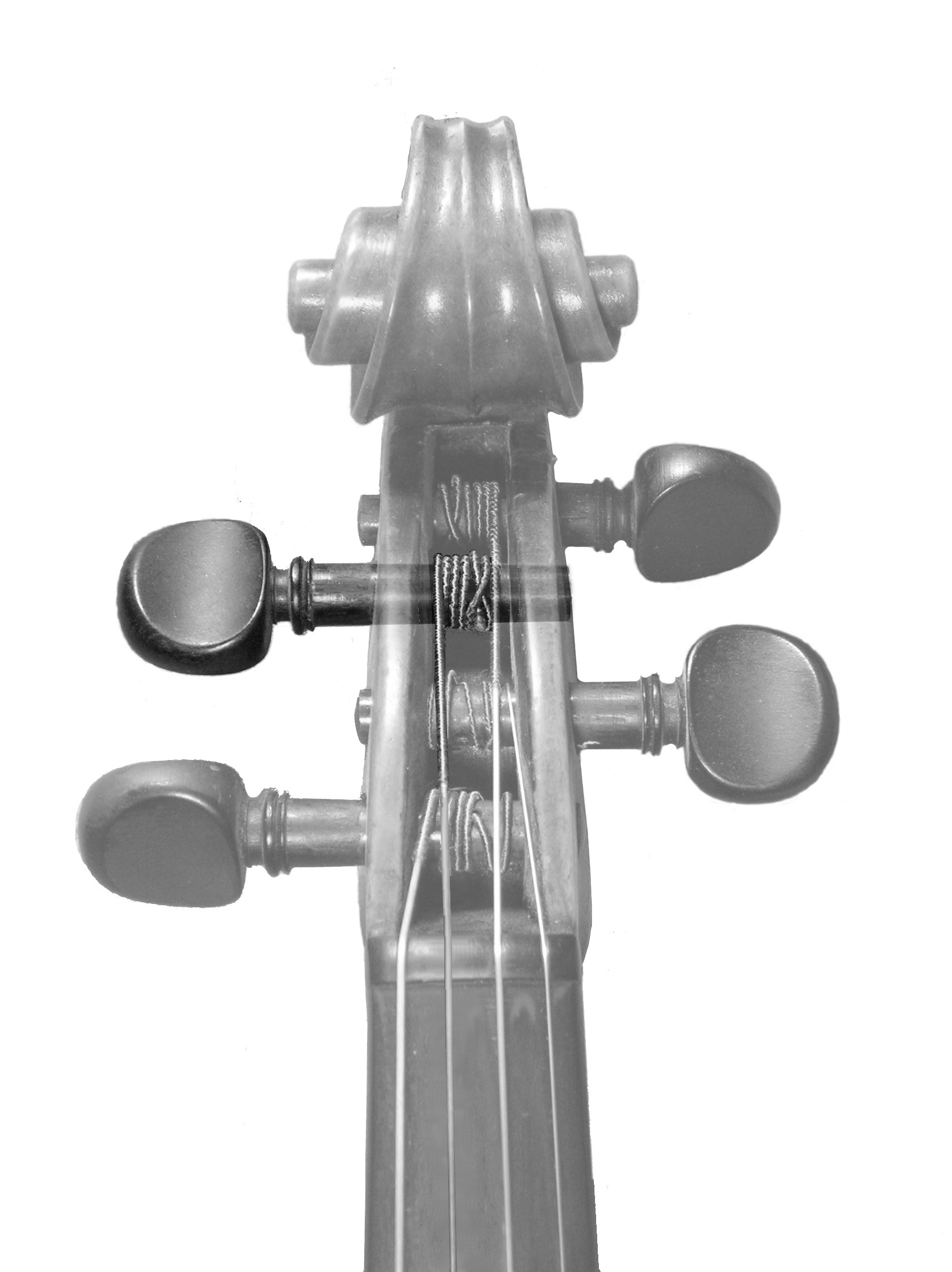
Komora kołkowa skrzypiec z wyróżnionym ciemniejszym kolorem kołkiem
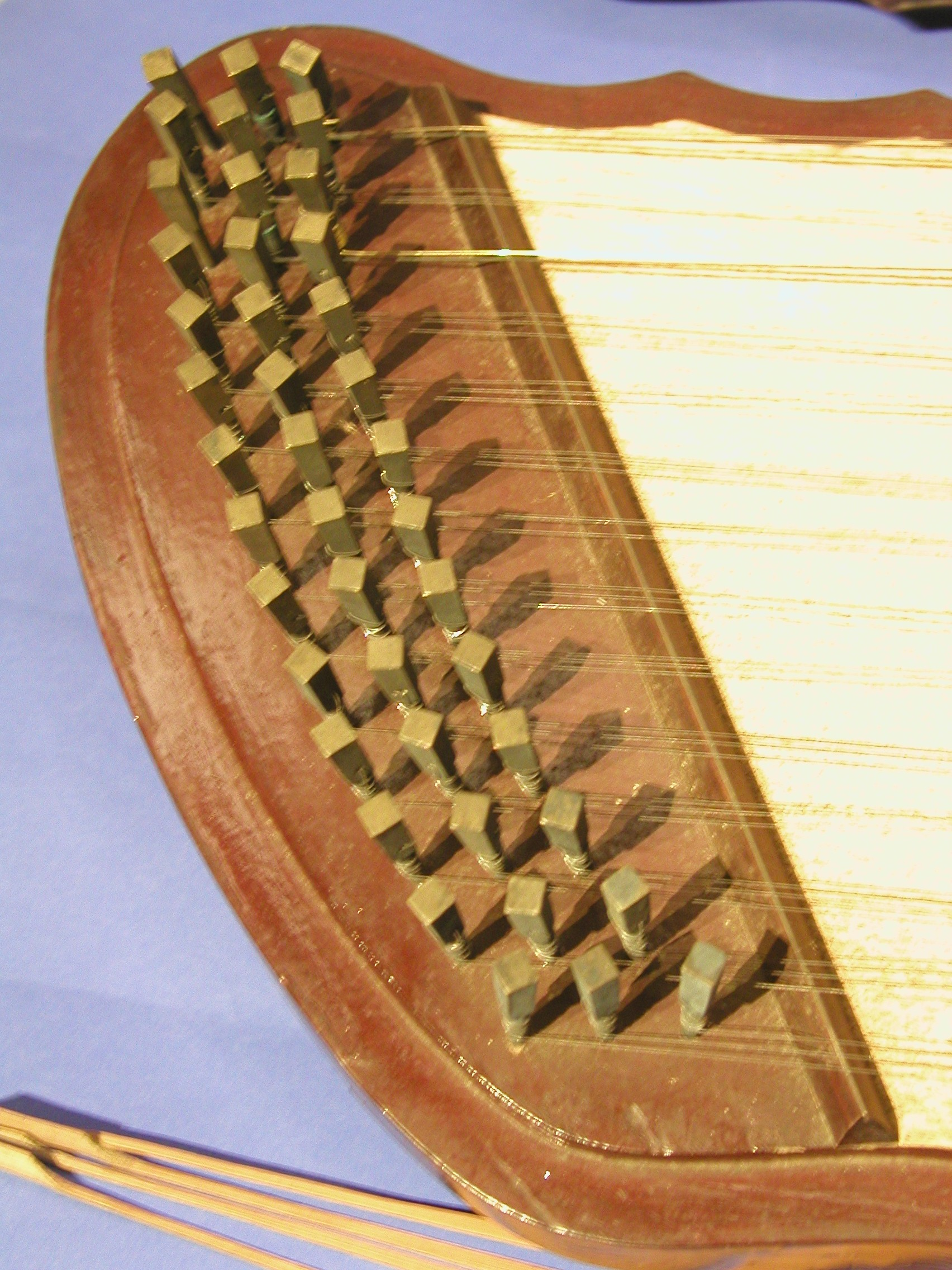
Kołki w ramie cymbałów
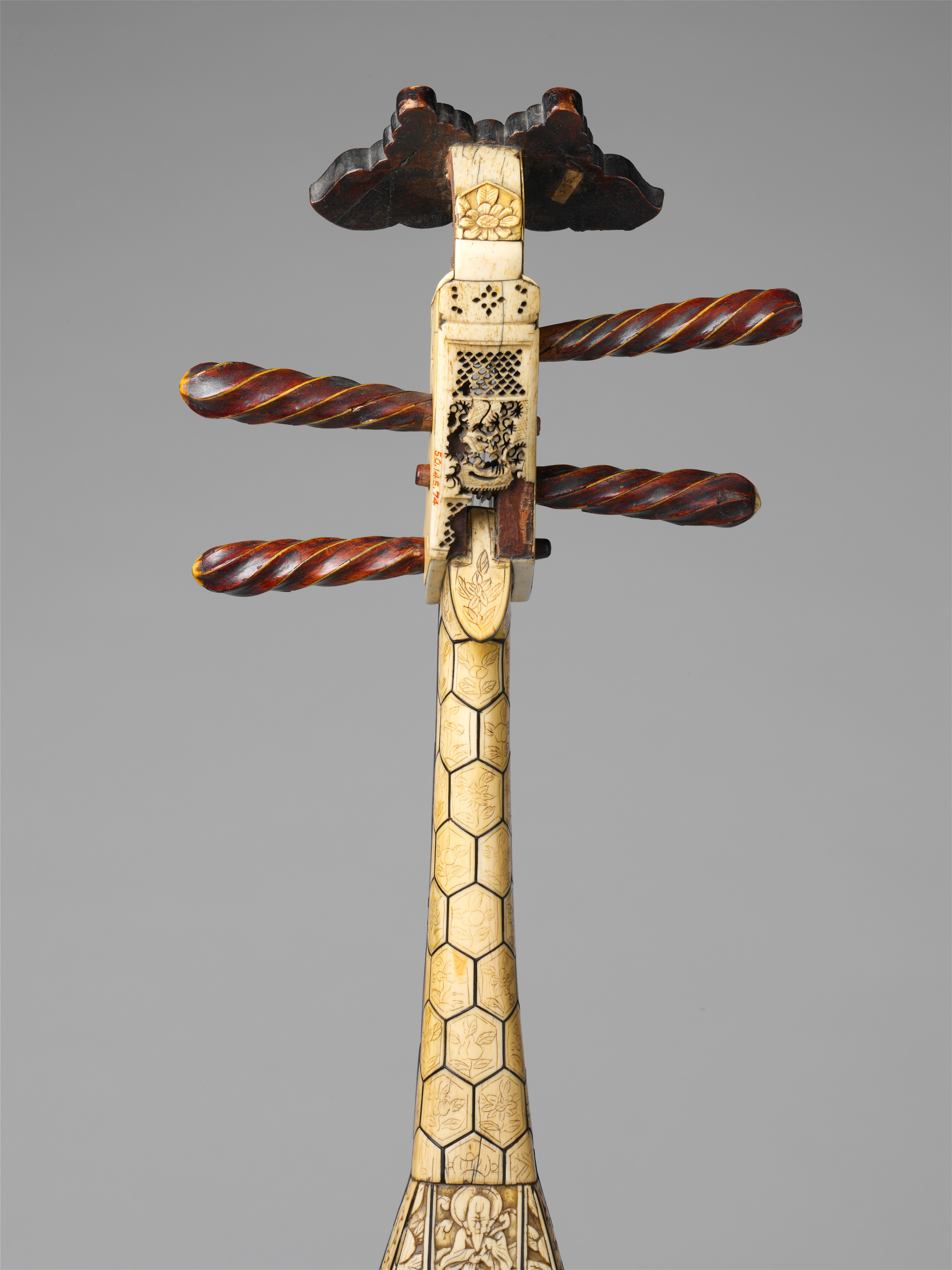
Kołki w główce pipy
Kołki w korpusie cytry
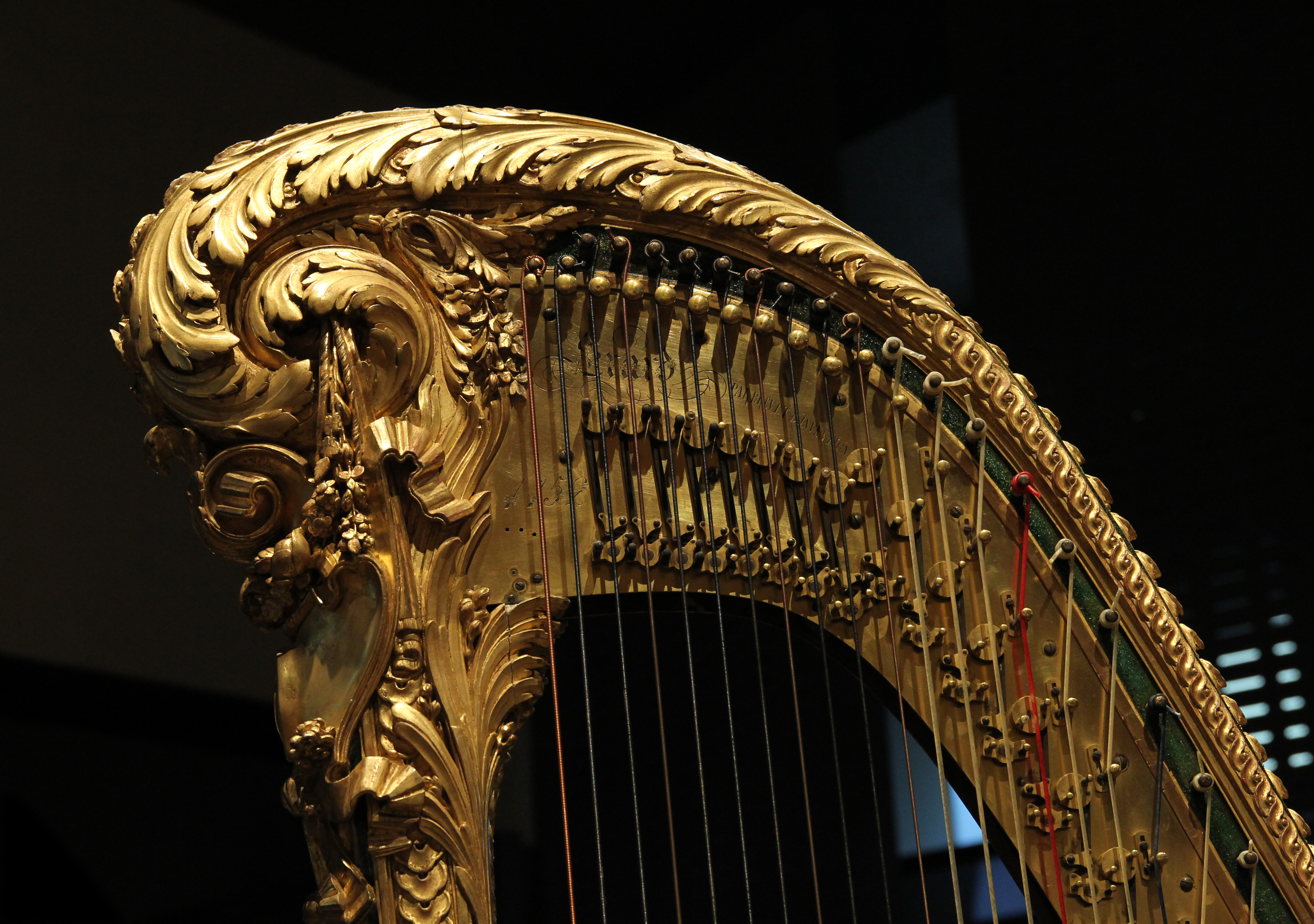
Kołki w ramie harfy
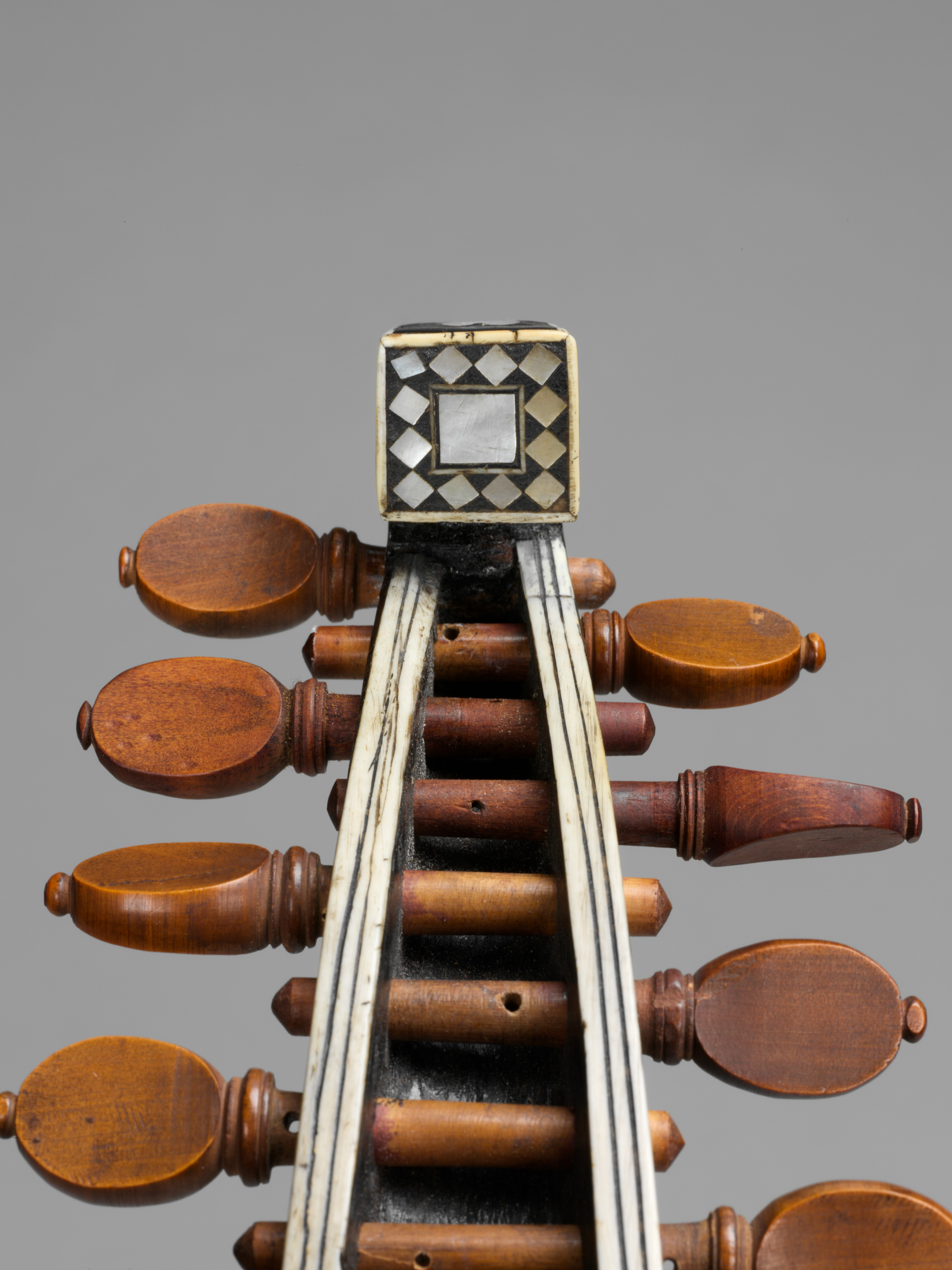
Kołki w główce mandoliny
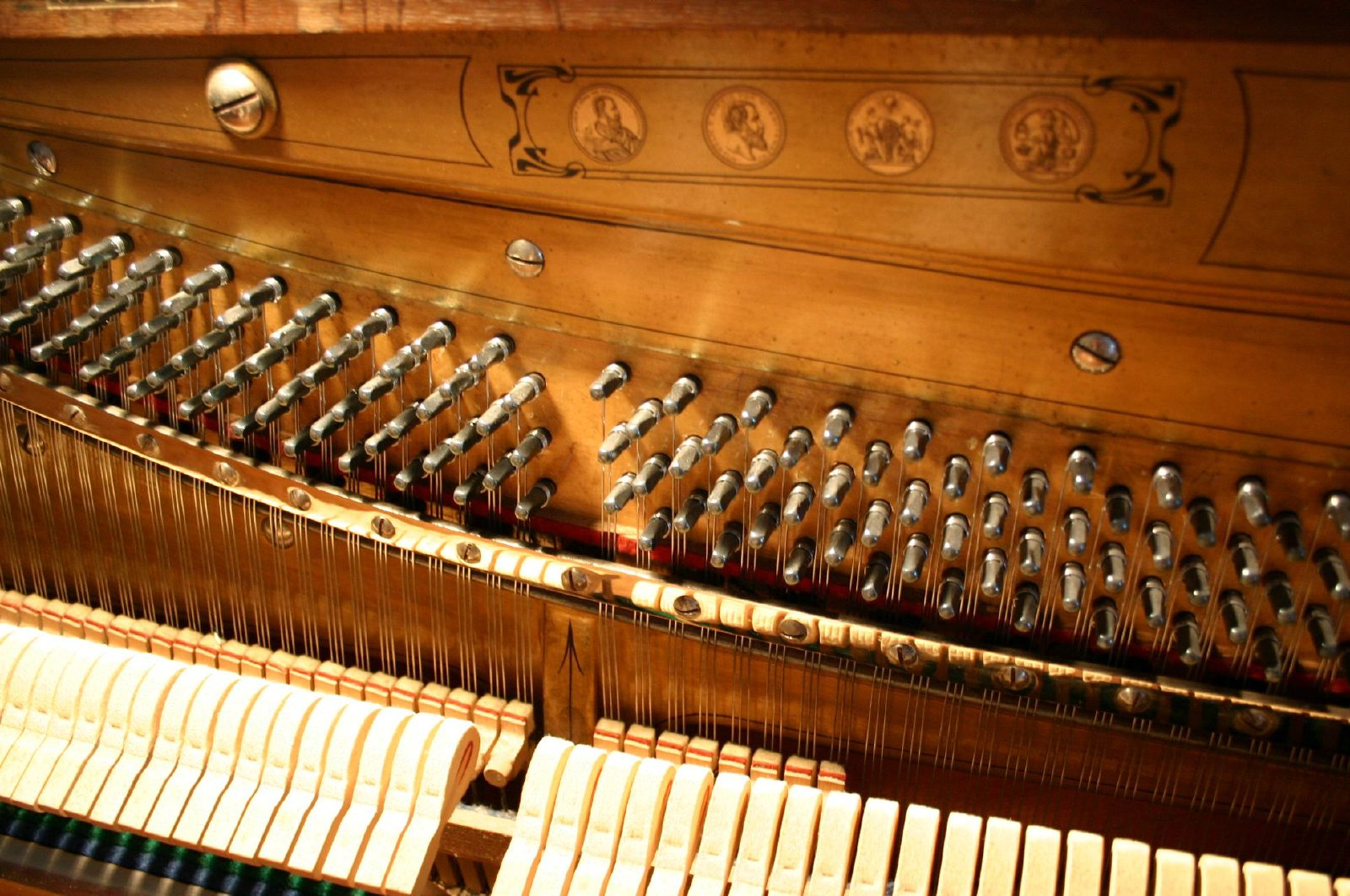
Kołki w ramie pianina